# Suhrs Friboliger
Suhrs Friboliger, beliggende Valdemarsgade 5, 7 og 9 i København, er oprettet af etatsråd Ole Bernt Suhr og hustru Ida Marie Suhr født Becher ved testamente af 27. april 1874 og trådte i virksomhed i oktober 1877. Anlægget består af 12 friboliger for trængende grosserere og grossererenker.
Ejendommen består af 3 bygninger tegnet af Ludvig Fenger og opført 1876-77 af gule mursten i nygotik, i kælder og 2 etager, der indeslutter et til gaden åbent haveanlæg, i hvis midte er placeret en Merkurstatue af zink. Bygningerne er fredet. Stiftelsen bestyres af Grosserer-Societetets komité, der udreder omkostningerne ved dens drift.
I 2015 blev anlægget købt af Vallø Stift og skal i fremtiden huse adelige jomfruer.